# Montmagny (Québec)
Montmagny ist eine Stadt (ville) und Hauptort der gleichnamigen kanadischen MRC Montmagny in der kanadischen Provinz Québec.
Die Stadt liegt etwa 80 km östlich der Provinzhauptstadt Québec am Südufer des Ästuars des Sankt-Lorenz-Stroms an der Mündung des Rivière du Sud.
Sie zählte im Jahr 2016 insgesamt 11.255 Einwohner und hat eine Fläche von 124,51 km².

## Geschichte
Montmagny wurde im Jahr 1646 von Charles Jacques Huault de Montmagny gegründet. 1883 erhielt Montmagny die Stadtrechte.

## Verkehr
Der Trans-Canada Highway verläuft von Québec kommend nach Montmagny. Die weiter nach Norden verlaufende Autoroute 20 führt nach Rimouski. Montmagny ist an das Bahnnetz von VIA Rail Canada angeschlossen. Darüber hinaus verkehrt eine Fähre der Société des traversiers du Québec nach L’Isle-aux-Grues.

## Sehenswürdigkeiten
Die katholische Kirche Saint-Thomas in der Stadtmitte wurde zwischen 1855 und 1856 erbaut.

## Persönlichkeiten
- Étienne-Paschal Taché (1795–1865), Arzt und von 1855–1857 und 1864–1865 mit Unterbrechungen Premierminister von Kanada
- Edwin Bélanger (1910–2005), Geiger, Bratschist und Dirigent
- Bertrand Blanchet (* 1932), römisch-katholischer Geistlicher, Erzbischof von Rimouski
- Dominic Auger (* 1977), deutsch-kanadischer Eishockeyspieler
- Samuel Blais (* 1996), Eishockeyspieler